# Slammiversary
Slammiversary è un evento in pay-per-view di wrestling organizzato annualmente da Impact Wrestling a partire dal 2005.

## Storia
Il nome Slammiversary proviene dal primo show che Impact Wrestling svolse il 19 giugno 2002 e fu utilizzato per la prima volta in un pay-per-view il 19 giugno 2005.
Slammiversary è stato per molto tempo l'unico show in cui si svolgeva il King of the Mountain match ed è oggi il secondo pay-per-view di Impact per ordine di importanza dopo Bound for Glory.

## Edizioni
| Edizione        | Data           | Città        | Sede                 | Main-event                                                                    |
| --------------- | -------------- | ------------ | -------------------- | ----------------------------------------------------------------------------- |
| 2005 (Dettagli) | 19 giugno 2005 | Orlando      | Impact Zone          | Abyss vs. AJ Styles vs. Monty Brown vs. Raven vs. Sean Waltman                |
| 2006 (Dettagli) | 18 giugno 2006 | Orlando      | Impact Zone          | Abyss vs. Christian Cage vs. Jeff Jarrett vs. Ron Killings vs. Sting          |
| 2007 (Dettagli) | 17 giugno 2007 | Nashville    | Municipal Auditorium | AJ Styles vs. Chris Harris vs. Christian Cage vs. Kurt Angle vs Samoa Joe     |
| 2008 (Dettagli) | 8 giugno 2008  | Southaven    | DeSoto Civic Center  | Booker T vs. Christian Cage vs. Rhino vs. Robert Roode vs. Samoa Joe          |
| 2009 (Dettagli) | 10 giugno 2009 | Auburn Hills | The Palace           | AJ Styles vs. Jeff Jarrett vs. Kurt Angle vs. Mick Foley vs. Samoa Joe        |
| 2010 (Dettagli) | 13 giugno 2010 | Orlando      | Impact Zone          | Rob Van Dam vs. Sting                                                         |
| 2011 (Dettagli) | 12 giugno 2011 | Orlando      | Impact Zone          | Jeff Jarrett vs. Kurt Angle                                                   |
| 2012 (Dettagli) | 10 giugno 2012 | Arlington    | College Park Center  | Robert Roode vs. Sting                                                        |
| 2013 (Dettagli) | 2 giugno 2013  | Boston       | Agganis Arena        | Bully Ray vs. Sting                                                           |
| 2014 (Dettagli) | 15 giugno 2014 | Arlington    | College Park Center  | Austin Aries vs. Bobby Lashley vs. Eric Young                                 |
| 2015 (Dettagli) | 28 giugno 2015 | Orlando      | Impact Zone          | Drew Galloway vs. Eric Young vs. Jeff Jarrett vs. Matt Hardy vs. Robert Roode |
| 2016 (Dettagli) | 12 giugno 2016 | Orlando      | Impact Zone          | Bobby Lashley vs. Drew Galloway                                               |
| 2017 (Dettagli) | 2 luglio 2017  | Orlando      | Impact Zone          | Alberto El Patrón vs. Bobby Lashley                                           |
| 2018 (Dettagli) | 22 luglio 2018 | Toronto      | Rebel Complex        | Austin Aries vs. Moose                                                        |
| 2019 (Dettagli) | 7 luglio 2019  | Dallas       | Gilley's Dallas      | Sami Callihan vs. Tessa Blanchard                                             |
| 2020 (Dettagli) | 18 luglio 2020 | Nashville    | Skyway Studios       | Ace Austin vs. Eric Young vs. Eddie Edwards vs. Rich Swann vs. Trey           |
| 2021 (Dettagli) | 17 luglio 2021 | Nashville    | Skyway Studios       | Kenny Omega vs. Sami Callihan                                                 |